# Klemens Krzyżagórski
Klemens Krzyżagórski (ur. 1 października 1930 w Zdunach, zm. 18 marca 2013 w Warszawie) – polski publicysta i dziennikarz. Założyciel i pierwszy prezes Stowarzyszenia Dziennikarzy PRL w latach 1982–1987, przewodniczący komisji problemowej PRON w 1982 roku, członek Rady Krajowej PRON w 1983 roku.

## Życiorys

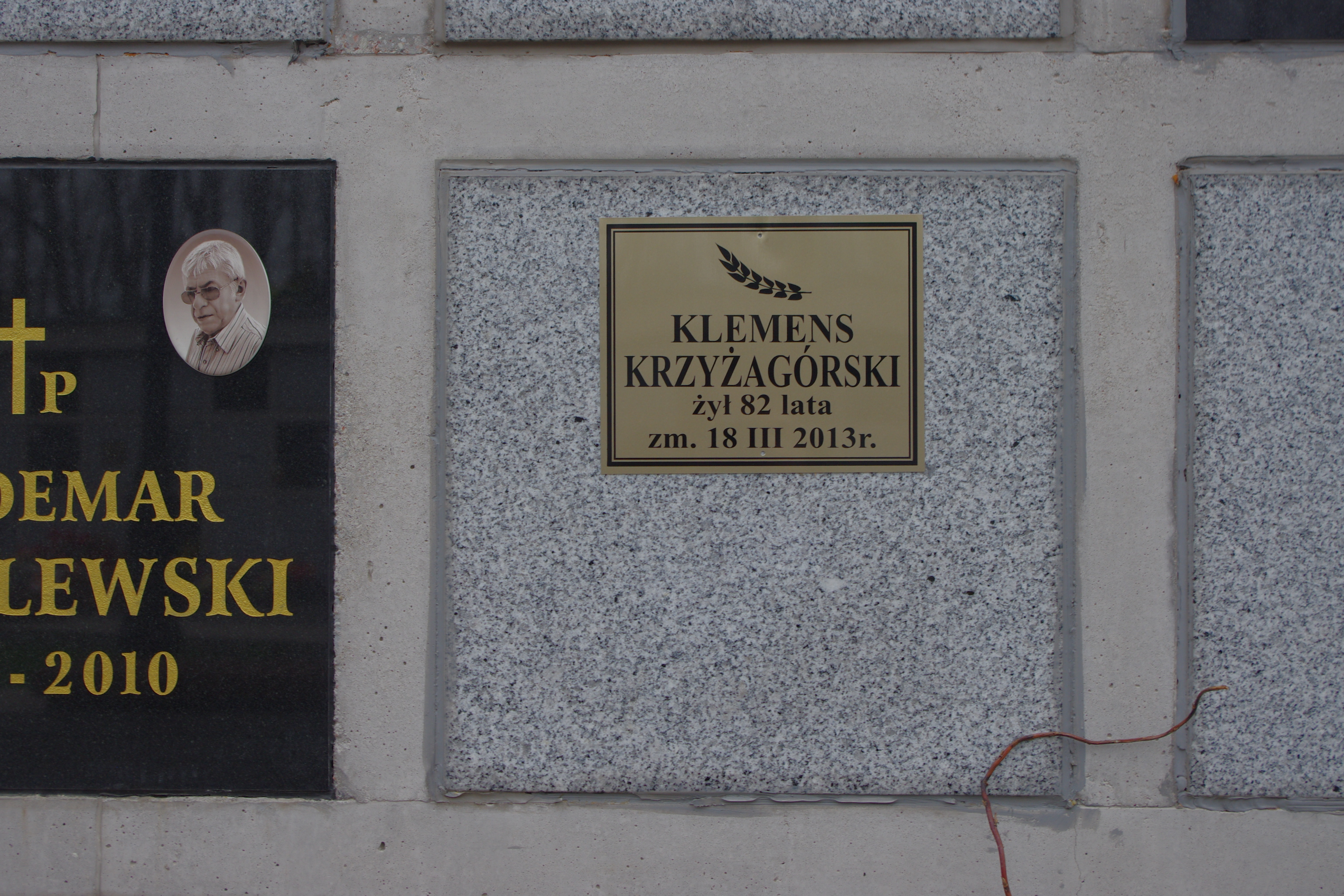
Grób Krzyżagórskiego na cmentarzu komunalnym Północnym w Warszawie

W latach 1949–1951 studiował na Wydziale Dyplomatyczno-Konsularnym i w Międzywydziałowym Studium Dziennikarskim Akademii Nauk Politycznych w Warszawie. W latach 1951–1957 był współpracownikiem dziennika „Gazeta Robotnicza”, w latach 1956–1957 tygodnika „Nowe Sygnały”, latach 1959–1960 miesięcznika „Odra”, a w latach 1961–1964 ponownie „Gazety Robotniczej”. W 1965 został kierownikiem redakcji programów artystycznych Telewizji Wrocław, od 1967 do 1972 był redaktorem naczelnym „Odry”, w latach 1972–1973 współpracował z „Polityką”. od 1974 do 1979 kierował białostockim miesięcznikiem „Kontrasty”, w którym był uważany za „mecenasa” młodych reporterów. W latach 1975–1978 był także wiceprezesem Klubu Reportażu Stowarzyszenia Dziennikarzy Polskich (SDP). Od 1979 do grudnia 1981 kierował działem literatury faktu i socjologii kultury „Miesięcznika Literackiego”.
W listopadzie 1980 został przewodniczącym Komisji Interwencyjnej SPD, a w marcu 1981 redaktorem naczelnym pisma SPD „Prasa Polska” (tę drugą funkcję pełnił do 1985). Po ogłoszeniu stanu wojennego poparł władze komunistyczne i został w marcu 1982 prezesem nowo powstałego Stowarzyszenia Dziennikarzy PRL (do 1987). Był także członkiem Narodowej Rady Kultury (1982-1990) i Rady Prasowej przy Prezesie Rady Ministrów (1984-1989). W 1982 kierował działem socjologii kultury tygodnika „Tu i Teraz” (1985 redaktor naczelny). W 1985 został redaktorem naczelnym warszawskiej „Kultury”, od 1987 do stycznia 1990 kierował miesięcznikiem „Literatura”.
Był autorem scenariuszy teatralnych Powrót Albertusa (1966), Niech żyje król (1966) oraz autorem tomu reportaży Kłopoty z ciałem (1969), współpracował jako konsultant programowy z teatrami lalek w Wałbrzychu, Wrocławiu i Białymstoku. W latach 1979–1981 był członkiem Rady Wydziału lalkarskiego PWST w Białymstoku.
Był m.in. laureatem Nagrody im. Juliusza Bruna (1956), Nagrody im. Bolesława Prusa II st. (1981), odznaczony m.in. Krzyżem Kawalerskim i Krzyżem Oficerskim Orderu Odrodzenia Polski oraz Złotą odznaką "Za zasługi dla dziennikarstwa" (1985).
Został pochowany 25 marca 2013 na cmentarzu komunalnym Północnym na Wólce Węglowej w Warszawie.